# Oechsle
La scala  Oechsle è una scala idrometrica che misura la densità del mosto di uva, che è un indicatore dell'adeguatezza e del contenuto zuccherino nella vinificazione. Deve il suo nome a Ferdinand Oechsle (1774-1852) ed è ampiamente usata nelle industrie vitivinicole tedesche, svizzere e lussemburghesi. Nella scala Oechsle, un grado Oechsle (°Oe) corrisponde ad un grammo di differenza tra la massa di un litro di mosto a 20 °C ed un kg (ovvero la massa di un litro d'acqua). Per esempio, un mosto con una massa specifica di 1084 grammi per litro ha 84 °Oe.
La differenza di massa tra volumi equivalenti di mosto ed acqua è quasi interamente dovuta agli zuccheri disciolti. Visto che l'alcool nel vino è prodotto dalla fermentazione dello zucchero, la misura  in scala Oechsle è utilizzata per predire il massimo contenuto in alcool possibile nel prodotto finito. Questa misura è utilizzata comunemente per stabilire la data di vendemmia. Sul campo la densità del mosto è generalmente misurata con un rifrattometro portatile schiacciando alcuni acini d'uva tra le dita e facendo cadere il succo sul prisma dello strumento. Nei paesi che utilizzano la scala Oechsle, il rifrattometro sarà calibrato in °Oe, ma sarà comunque una misura indiretta, in quanto lo stesso misura solo l'indice di rifrazione del mosto d'uva.